# La Merveilleuse Aventure des Puppies
Pour plus de détails, voir Fiche technique et Distribution.
La Merveilleuse Aventure des Puppies (ou Deux chiots en danger pour sa sortie en VOD ; Pound Puppies and the Legend of Big Paw) est un film d'animation américain réalisé par Pierre DeCelles et sorti en 1988.
Ce film est basé sur les jouets et la série télévisée Les Pitous.

## Fiche technique
- Titre original : Pound Puppies and the Legend of Big Paw
- Titre français VHS : La Merveilleuse Aventure des Puppies
- Titre français VOD : Deux chiots en danger
- Réalisation : Pierre DeCelles
- Scénario : Jim Carlson,
- Musique : Steve Tyrell
- Production : Donald Kushner, Peter Locke (en) ; Edd Griles, Ray Volpe (exécutifs)
- Sociétés de production : Carolco Pictures, Family Home Entertainment, Atlantic Releasing, Kushner-Locke et The Maltese Companies
- Société de distribution : TriStar Pictures
- Pays d'origine : États-Unis
- Format : Couleurs - 35 mm - 1,85:1 - son Ultra Stereo
- Genre : animation / comédie / musical
- Durée : 78 minutes
- Date de sortie :
  - États-Unis : 15 mars 1988

## Distribution

### Voix originales
- Brennan Howard : Milor
- Ashley Hall : Milor (chant)
- B.J. Ward : Pitounet / Collette
- Cathy Cavadini : Collette (chant)
- Nancy Cartwright : Pitounet / Pitou-Belle
- Greg Berg : Beamer
- Ruth Buzzi : Snif-Marie
- Hal Rayle : Nono
- Tony Longo : « Big Paw »
- Mark Vieha : « Big Paw » (chant)
- George Rose : Monsieur McNasty / Marvin McNasty
- Frank Welker - Reporter / Nono (chant) / Hairball / Bones